# Fortunata
Fortunata és una pel·lícula de drama italià del 2017 dirigida per Sergio Castellitto. Es va projectar a la secció Un certain regard del Festival de Canes 2017. A més, Jasmine Trinca va guanyar el premi Un certain regard del jurat a la millor interpretació. S'ha doblat i subtitulat al català.

## Repartiment
- Jasmine Trinca com a Fortunata
- Hanna Schygulla com a Lotte
- Stefano Accorsi com a Patrizio
- Alessandro Borghi com a Chicano
- Edoardo Pesce com a Franco